# Milk Morinaga
Milk Morinaga (森永 みるく Morinaga Miruku?) es una artista de manga yuri Japonesa nacida en Tokio, Japón. Sus trabajos han sido publicados en Yuri Shimai, Comic Yuri Hime, Comic Hot Milk, y otras revistas de manga yuri y adultos. Hizo su debut profesional como ilustradora de Cobalt Bunko, una novela shōjo impresa desde Shueisha. Sus trabajos tienden a ser protagonizadas por chicas con cabello largo o con cabello corto.

## Trabajos

### Manga
- Amai Kuchibiru (あまいくちびる?)
  - Comic Hot Milk, Core Magazine, 2007-03-10, ISBN 978-4-86252-125-5[1]
- Chocolate Kiss Kiss
- Girl Friends
  - Comic High!, Finalizada, Futabasha
- Koi no Dracula
- Kuchibiru Tameiki Sakurairo (くちびる ためいき さくらいろ?)
  - Yuri Hime Comics, Ichijinsha, ISBN 978-4-7580-7001-0
- Mare (メア Mea?)
  - Wani Magazine, ISBN 978-4-89829-944-9
- Milk Shell (ミルクシェル Miruku Sheru?)
  - Comic Hot Milk, Core Magazine, 2002-07-05, ISBN 978-4-87734-568-6[1]
- Sailor Moon DJ: Million Kisses
- Study After School (?)
  - Comic Hot Milk, Core Magazine, 2001-03-24, ISBN 978-4-87734-145-9 (original), ISBN 978-4-87734-438-2 (new release)[1]
- To Odious You (にくらしいあなたへ Nikurashii Anata e?)
  - Wani Magazine, ISBN 978-4-89829-414-7
- Wishing on the Moon (?)
  - Fall In Love

### Juegos
- Marine Rouge (マリンルージュ Marin Rūju?)
  - PC-98/Windows. Original design work.